# Carles de Arroyo i Herrera
Carles de Arroyo i Herrera   (Tolosa, 7 de desembre de 1852 - 27 de novembre de 1919) fou periodista, crític i cantant líric.
Fou fill d'un militar. Molt prompte començà a cantar i més tard a escriure. Fou autor del "Código Artístico Teatral de España", redactor de "El Correo de Teatros de Barcelona" i agent teatral. En 1871 fou director de "El Popular Vascongado" i cap redactor de "El Libre Vasco-Navarro". Fou escollit soci corresponsal de la Real Acadèmia de les Belles Arts de San Fernando en 1879. I en 1880 va fundar en el periòdic de Lleida, La Anunciadora.